# Brave (album Magdaleny Tul)
Brave – drugi album Magdaleny Tul, wydany 6 czerwca 2014 roku przez wytwórnię płytową Polskie Nagrania „Muza”. Album zawiera dziesięć premierowych utworów oraz pięć nagrań dodatkowych, nagranych w języku angielskim i polskim.
Podczas pracy nad albumem, piosenkarka współpracowała m.in. z Derrickiem McKenzie, perkusistą zespołu Jamiroquai.
Większość utworów na płycie to kompozycje samej wokalistki bądź też producenta muzycznego Michała Nocnego.

## Lista utworów
Opracowano na podstawie materiału źródłowego.
1. „Brave” (Intro) – 3:24
2. „W sobie” – 3:58
3. „I Am Who I Am” – 3:42
4. „Interlude (I Am Who I Am)” – 3:41
5. „Deep” – 4:22
6. „Ile mogę dać?” – 3:54
7. „Wyspa” – 3:34
8. „Give It Up” – 2:58
9. „Tam odnajdziesz mnie” – 3:10
10. „Rescue Me” – 3:43
11. „Jak zapomnieć” – 3:16
12. „So Good” (gościnnie: Sound’n’Grace) – 3:02
13. „So Good (Part 2)” – 2:40
14. „Jestem” (Intro) – 0:54
15. „Jestem” (utwór dodatkowy) – 3:03